# Cis adamsoni
Cis adamsoni is een keversoort uit de familie houtzwamkevers (Ciidae). De wetenschappelijke naam van de soort werd in 1931 gepubliceerd door Blair.